# Août 1866

## Événements
- En Corée un navire de commerce armé battant pavillon américain, le General Sherman, s'échoue en remontant le fleuve Taedong qui mène à Pyongyang. Incident entre les marins qui cherchent à commercer avec des fonctionnaires coréens. Le navire américain est incendié et l’équipage massacré. Les Américains monteront une expédition de représailles en 1871.
- 6 août : les colonies de l’île de Vancouver et de la Colombie-Britannique fusionnent. Leur capitale est Victoria.
- 10 août : signature d’un accord frontalier entre le Chili et la Bolivie, qui fixe la frontière commune au 24e parallèle sud et permet l’exploitation commune des gisements de nitrate, de cuivre et d’argent dans une région jusqu’alors mal délimitée.
- 18 août : August-Bündnis. À la suite de la guerre austro-prussienne, remportée par la Prusse de Bismarck, création de la confédération des États d'Allemagne du Nord, sous l'autorité de la Prusse.
- 20 août, États-Unis : Johnson déclare officiellement la fin de la guerre de Sécession.

## Naissances
- 1er août : Louis Dufourcet, écrivain français († 21 décembre 1941).
- 2 août : Marie-Virginie Duhem, supercentenaire française († 25 avril 1978).
- 30 août : George Minne, sculpteur belge († 18 février 1941).

## Décès
- 2 août : Ka Naung, prince royal et modernisateur birman (° 1829).